# Saint-Julien-Puy-Lavèze
Saint-Julien-Puy-Lavèze ist eine französische Gemeinde mit 363 Einwohnern (Stand: 1. Januar 2022) im Département Puy-de-Dôme in der Region Auvergne-Rhône-Alpes. Sie gehört zum Arrondissement Issoire und zum Kanton Saint-Ours (bis 2015: Kanton Bourg-Lastic).

## Geographie
Saint-Julien-Puy-Lavèze liegt etwa 38 Kilometer westsüdwestlich von Clermont-Ferrand. Umgeben wird Saint-Julien-Puy-Lavèze von den Nachbargemeinden Briffons im Norden und Nordwesten, Laqueuille im Osten und Südosten, Saint-Sauves-d’Auvergne im Süden sowie Saint-Sulpice im Westen und Südwesten.
Das Gemeindegebiet wird vom Fluss Clidane tangiert, an der östlichen Gemeindegrenze verläuft die Miouze. Außerdem führt die Autoroute A89 durch die Gemeinde.

## Bevölkerungsentwicklung
| Jahr                       | 1962 | 1968 | 1975 | 1982 | 1990 | 1999 | 2006 | 2013 |
| Einwohner                  | 551  | 523  | 458  | 403  | 342  | 337  | 328  | 378  |
| Quellen: Cassini und INSEE |      |      |      |      |      |      |      |      |

## Sehenswürdigkeiten
- Kirche Saint-Julien